# Meimersdorf

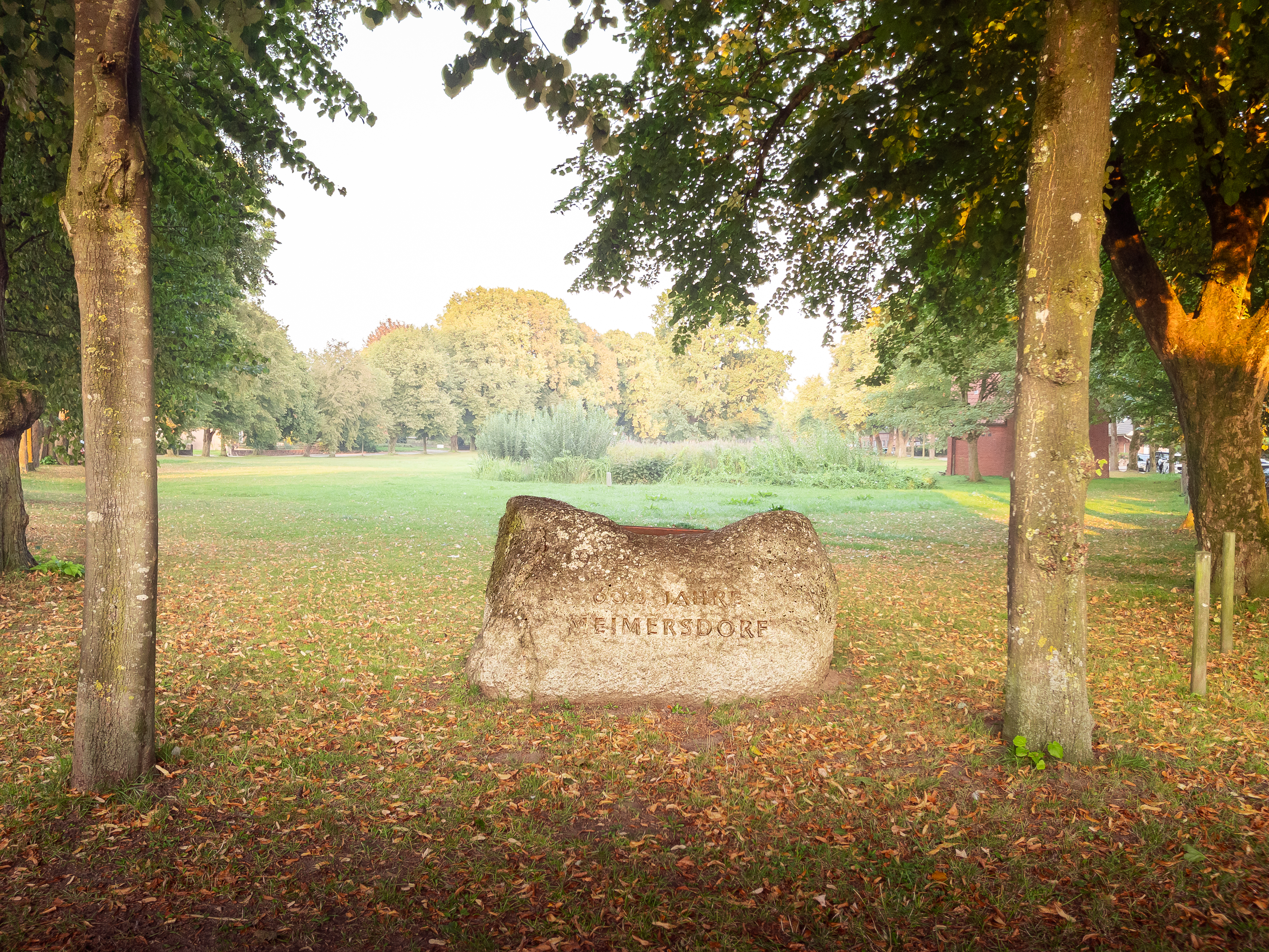
Am Dorfplatz Meimersdorf

Meimersdorf ist ein Stadtteil im Südwesten der schleswig-holsteinischen Landeshauptstadt Kiel mit ursprünglich dörflichem Siedlungscharakter. Der ländlich geprägte Stadtteil bildete bis 1970 eine Gemeinde im Kreis Plön und wurde bis dahin vom Amt Moorsee verwaltet. Er umfasst eine Fläche von 770,5 Hektar.

## Struktur
Meimersdorf gliedert sich in die Ortsteile Meimersdorf und Neumeimersdorf.
Die Struktur des Angerdorfs Meimersdorf ist geprägt durch die Ansiedlung mehrerer Hofstellen, die überwiegend um den Dorfplatz gruppiert sind.
Der Dorfplatz war ursprünglich ein unbebaubares Feuchtgebiet, später eine von den Bauern gemeinschaftlich genutzte Fläche mit drei Teichen. Auf der Mitte des von Bäumen umschlossenen mandelförmigen Dorfplatzes findet sich eine markante Eiche, ringsum ein Ring von Linden. Die meisten Gehöfte wurden um die Jahrhundertwende vom 19. zum 20. Jahrhundert modernisiert. Im Dorf existiert nur noch ein Reetdachhaus.
Nordwestlich von Meimersdorf führt die 1842–1844 gebaute erste Eisenbahnstrecke des Landes zwischen Altona und Kiel entlang. Aufgrund der Einrichtung des Rangierbahnhofs Meimersdorf entstand um 1900 nordöstlich des alten Dorfes der Ortsteil Neumeimersdorf. 1998 wurde von der Landesentwicklungsgesellschaft ein etwa zwanzig Hektar großes Wohngebiet für rund 500 Wohneinheiten erschlossen. Die Fläche wurde zuvor landwirtschaftlich genutzt und vergrößerte die Wohnbevölkerung um rund 1500 Menschen. Dabei wurde darauf geachtet, die Landschaft zu schonen. Zudem wurde an der Bundesstraße 404 ein Einkaufszentrum eingerichtet. Seit 2005 wird die Planung mit der „Gartenstadt Meimersdorf“ in Richtung Altmeimersdorf fortgesetzt. Ein Teil der als „grüner Süden Kiels“ beworbenen neuen Siedlung mit etwa 350 Wohneinheiten wurde bereits umgesetzt. Sollte das Gebiet gemäß dem Bebauungsplan bebaut werden, würde die Lücke zwischen Altmeimersdorf und Neumeimersdorf geschlossen werden. Die bestehenden Wanderwege sollen jedoch erhalten und neue angelegt werden. Nachdem im Westen von Kiel keine großen Bauflächen mehr zur Verfügung stehen, setzt sich die Bebauung des Kieler Stadtgebiets in Meimersdorf fort.

## Wirtschaft und Verkehr
Der früher bestehende Haltepunkt an der Einfahrt zum Gelände des Rangierbahnhofes Meimersdorf wurde vor einiger Zeit stillgelegt, während der Rangierbahnhof noch weiter ausgebaut wurde. 2019 wurde die Gleislänge zum Teil erweitert, damit besonders im Seehafen-Hinterlandverkehr Güterzüge mit eine Gesamtlänge bis zu 740 Meter ein- und ausfahren können. Hier werden die Güterwagen von und zu den Kieler Hafenterminals Ostuferhafen, Norwegenkai und Schwedenkai zusammengestellt.

## Sehenswürdigkeiten
Sehenswürdig ist der Meimersdorfer Friedhof. Er wurde im Jahr 1902 angelegt und umfasst eine Fläche von rund 0,7 Hektar. Er gilt als ein Zeugnis traditioneller Bestattungskultur. Insbesondere die kreuzförmige Anordnung des Hauptweges und die zum Teil sehr groß dimensionierten Familiengräber geben ihm den Charakter eines dörflich-bäuerlich geprägten Geschlechterfriedhofes. 1950 wurde der Friedhof um eine Kapelle und 2002 um einen Kräutergarten erweitert.
Außerdem lohnt sich ein Besuch des Meimersdorfer Dorfplatzes im alten Ortskern. An einigen Tagen im Jahr finden dort unterhaltsame Feste und Veranstaltungen statt. Mit zwei kleinen Teichen und vielen Bäumen lädt der Platz zum Verweilen und Picknicken ein.